# Estádio da Luz
L'Estádio da Luz o Estádio do Sport Lisboa e Benfica és un estadi de futbol situat a Lisboa (Portugal), en el qual el Benfica juga els seus partits com local.
L'Estádio da Luz original, va ser inaugurat el 1954, allí es va disputar la final de la Copa d'Europa davant 120.000 espectadors. Per a l'Eurocopa 2004, l'estadi va ser totalment reconstruït, arribant a la seva capacitat actual de 66.147 places. Va ser seu de diversos partits d'aquest torneig, inclosa la final.
L'arquitecte, Damon Lavelle, va dissenyar la construcció de forma tal que s'aprofita el màxim de llum natural possible. La seva classificació com a "estadi de 5 estrelles" per part de la UEFA li permet albergar les finals dels principals tornejos de futbol en Europa.

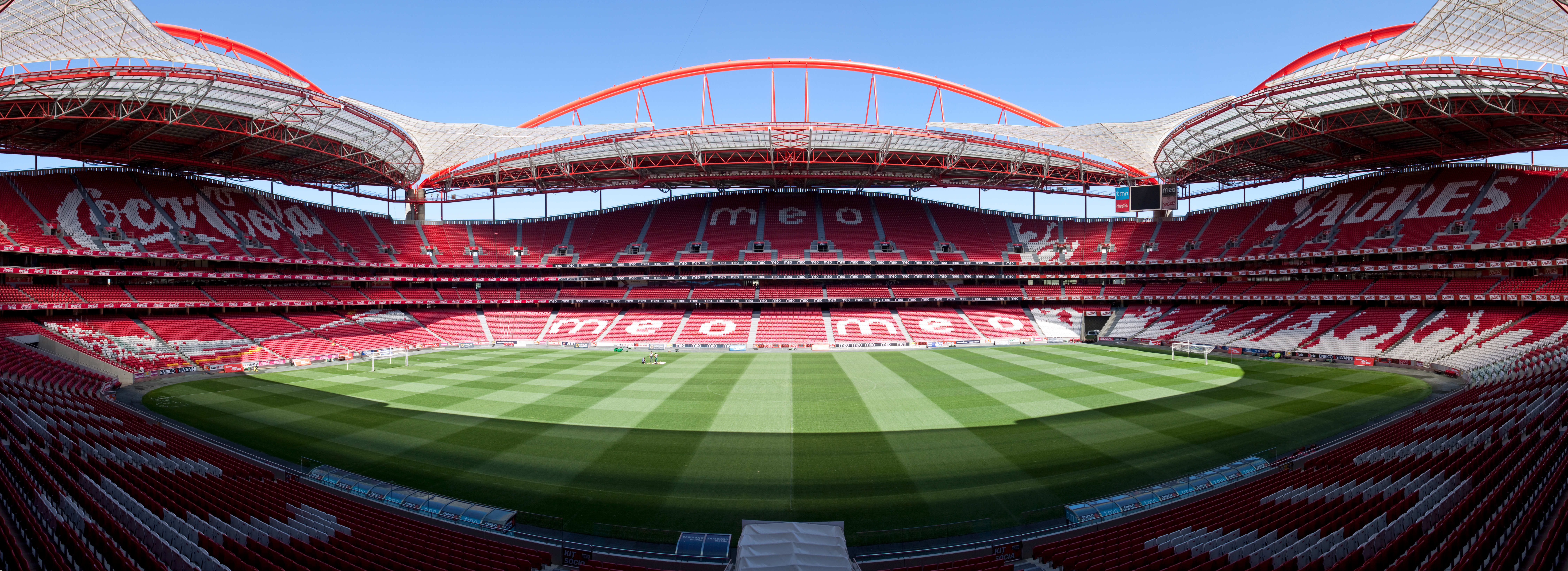
Vista panoràmica de l'Estádio da Luz.

## Galeria d'imatges

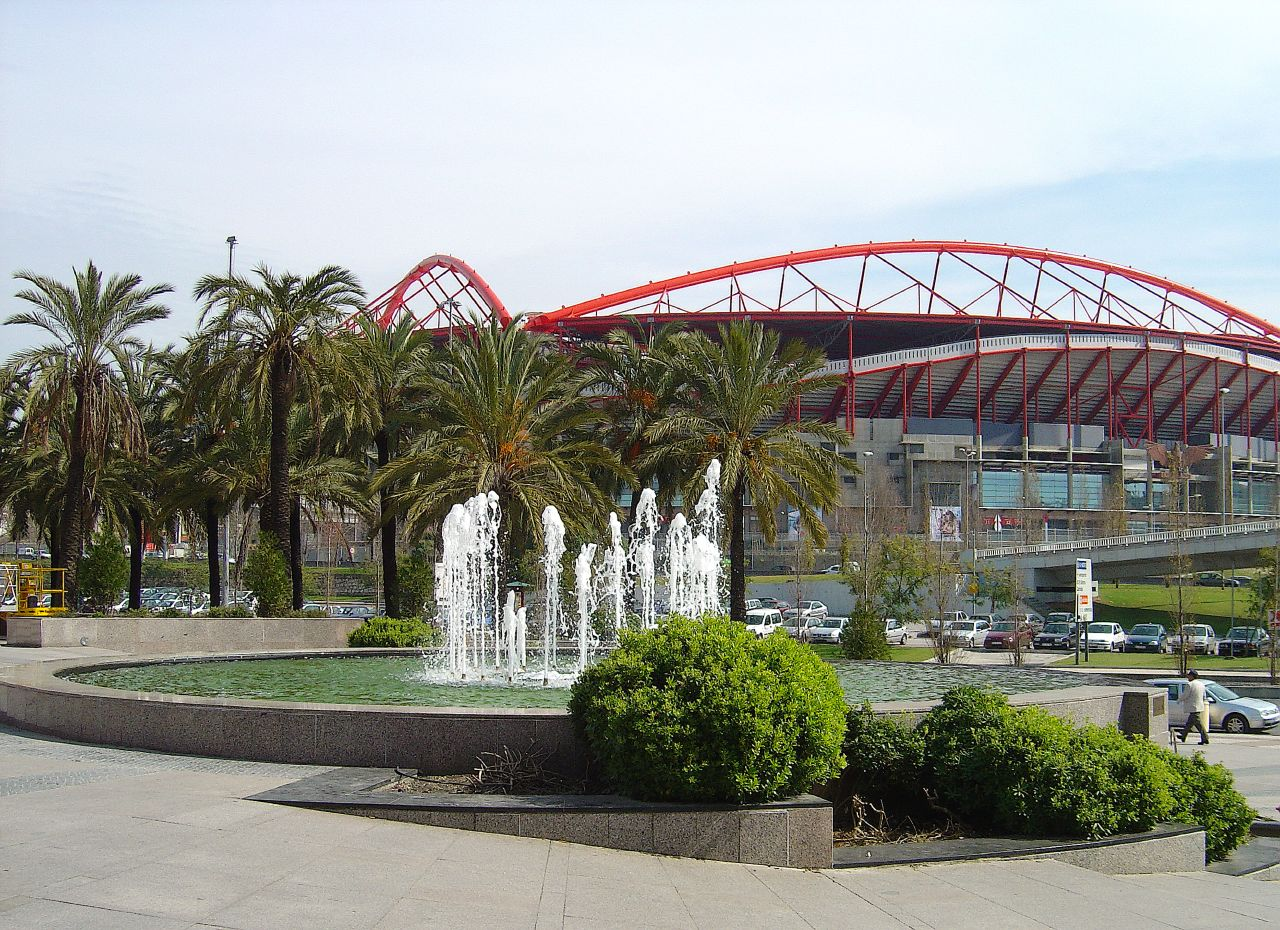
Vista general de l'exterior
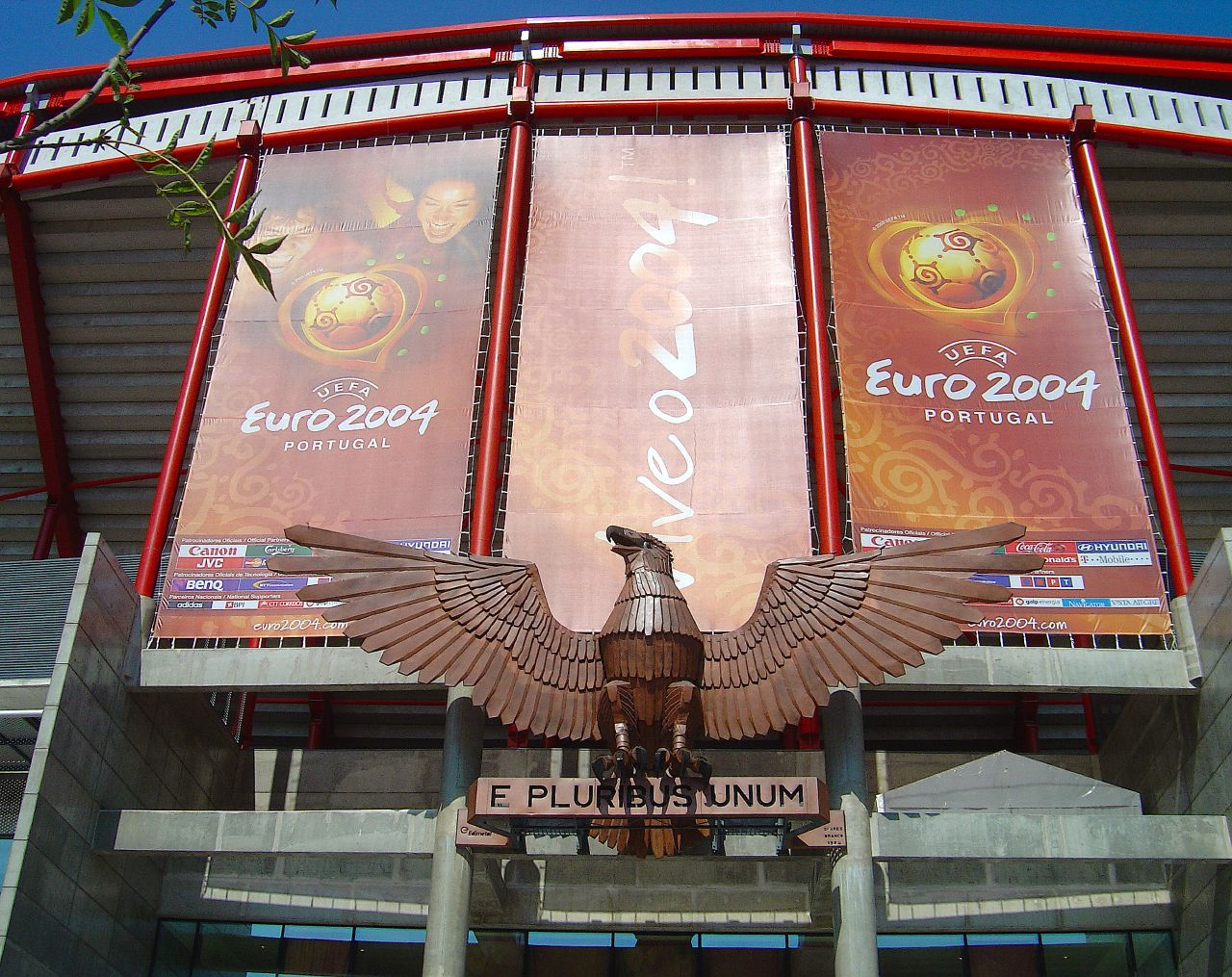
Façana principal de l'estadi durant l'Eurocopa 2004
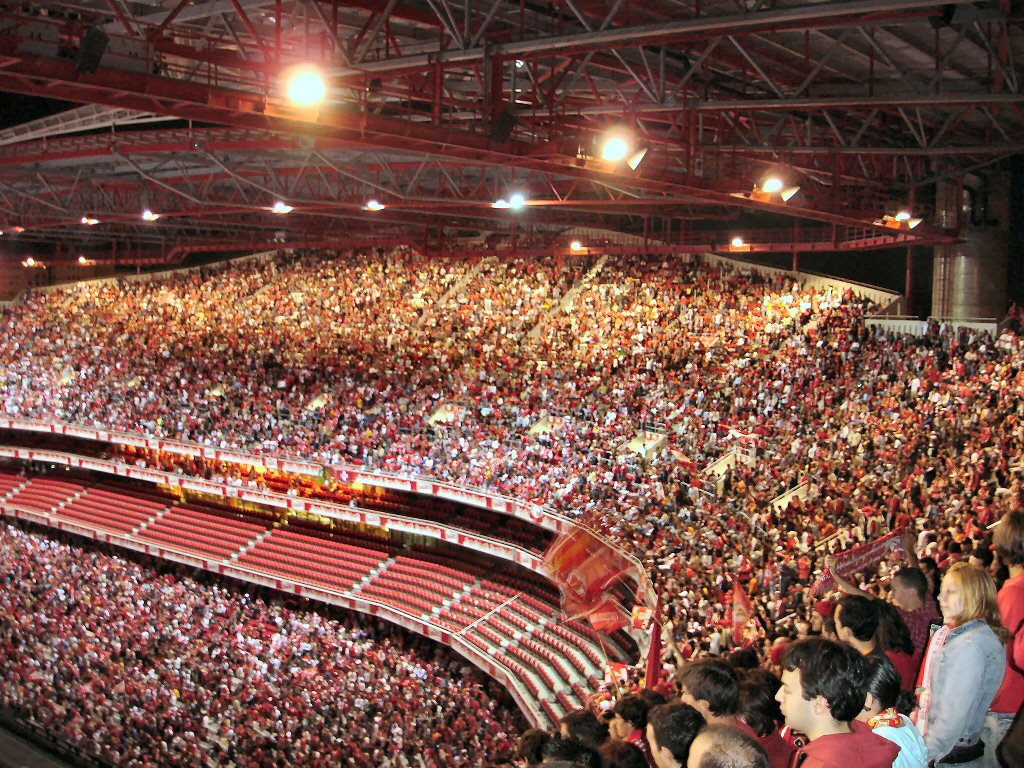
Vista parcial de la graderia (2005)
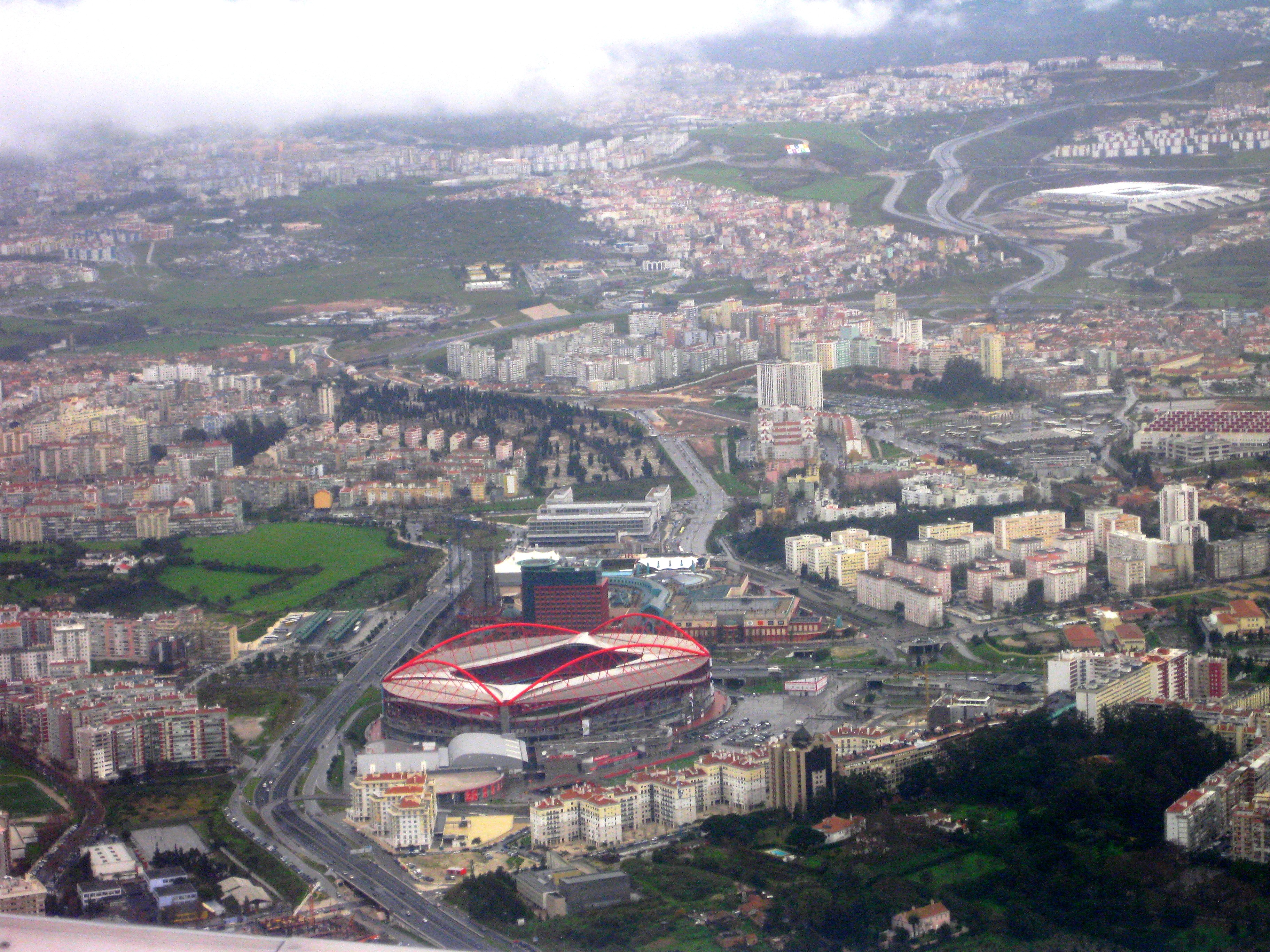
Vista aèria de l'estadi